# Brenton Wood
Brenton Wood, nascido Alfred Jesse Smith (Shreveport, 26 de julho de 1941 – Moreno Valley, 3 de janeiro de 2025), foi um cantor e compositor norte-americano, conhecido por dois singles de sucesso em 1967, "The Oogum Boogum Song" e "Gimme Little Sign".
Nascido em Shreveport, Louisiana, mudou-se para San Pedro, Califórnia, quando ainda era criança. Depois de aprender a tocar piano, ele começou a formar grupos vocais, inspirado por Sam Cooke e Jesse Belvin.
Depois de assinar com Double Shot Records, Wood teve um único hit na primavera de 1967, com "The Oogum Boogum Song", que alcançou o número 19 nas paradas de R&B e número 34 nas paradas de pop. Mas a verdadeira estrela do álbum The Oogum Boogum Song foi a canção "Gimme Little Sign".
Wood morreu em 3 de janeiro de 2025, aos 83 anos, em Moreno Valley.